# Pic à face blanche
Leuconotopicus borealis
Espèce
Répartition géographique
Statut de conservation UICN

 NT  : Quasi menacé
Le Pic à face blanche (Leuconotopicus borealis) est une espèce d'oiseaux de la famille des Picidae (la famille des pics). D'après Alan P. Peterson, c'est une espèce monotypique.
Ce pic a la particularité d'inoculer volontairement un champignon, la tramète du pin, dans un arbre sain pour pouvoir y creuser son nid.

## Étude Scientifique
Une étude sur une petite population de pics à face blanche sur le site de Savannah River en Caroline du Sud a été réalisée en 1993. En 1985, il ne restait plus qu'un couple reproducteur et deux mâles solitaires sur trois sites de regroupement. Pour tenter de sauver la population d'une extinction imminente, le Service des forêts des États-Unis a lancé un programme de translocation (en).